# Ferguson-Brown Company
La Ferguson-Brown Company fut une société britannique de machinerie agricole formée par Harry Ferguson en partenariat avec David Brown.

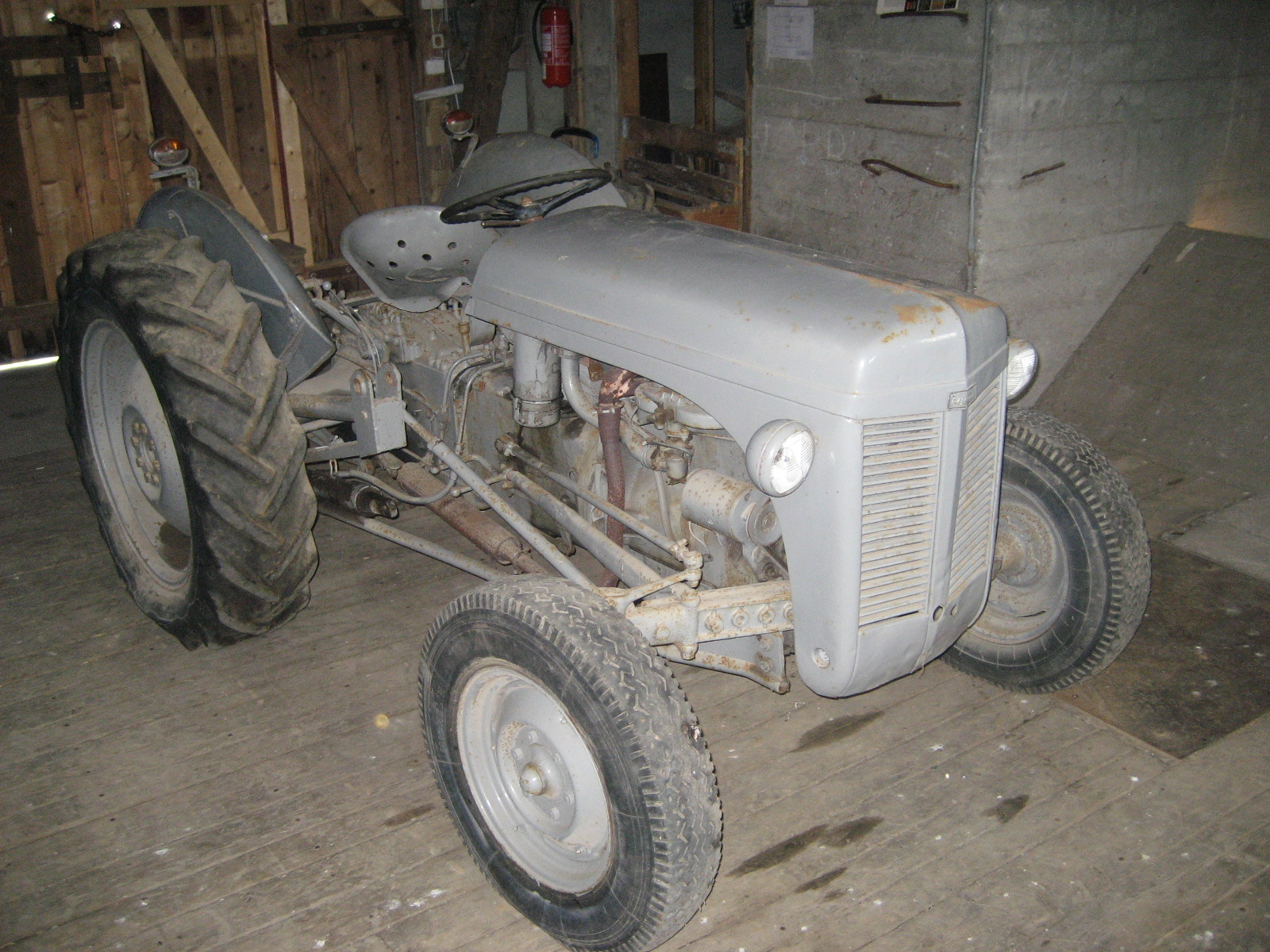
Tracteur Ferguson au musée de l'agriculture de Lyngdal en Norvège.

Ferguson-Brown a produit le tracteur Ferguson-Brown Modèle A intégrant un  attelage trois points hydraulique de la remorque de conception maison. Des 1 356 tracteurs produits, 400 furent vendus en Scandinavie. Les premiers tracteurs sont équipés du moteur Coventry Climax modèle E, qui était un descendant du moteur American Hercules monté sur le prototype "Black tractor". Par la suite, la fabrication des moteurs a été prise en charge par David Brown Ltd. qui ajouta un certain nombre d'améliorations comme un meilleur puisard, quelques-uns des premiers tracteurs souffrant de fuites d'huile sur les côtes. Les fuites ont été réduites lors du changement de moteur, du Coventry Climax au David Brown, vers les tracteurs numéros de série 525 à 528. Harry Ferguson a supposé que l'attelage au tracteur serait la clé pour une meilleure charrue et conçut un attachement simple pour elle.

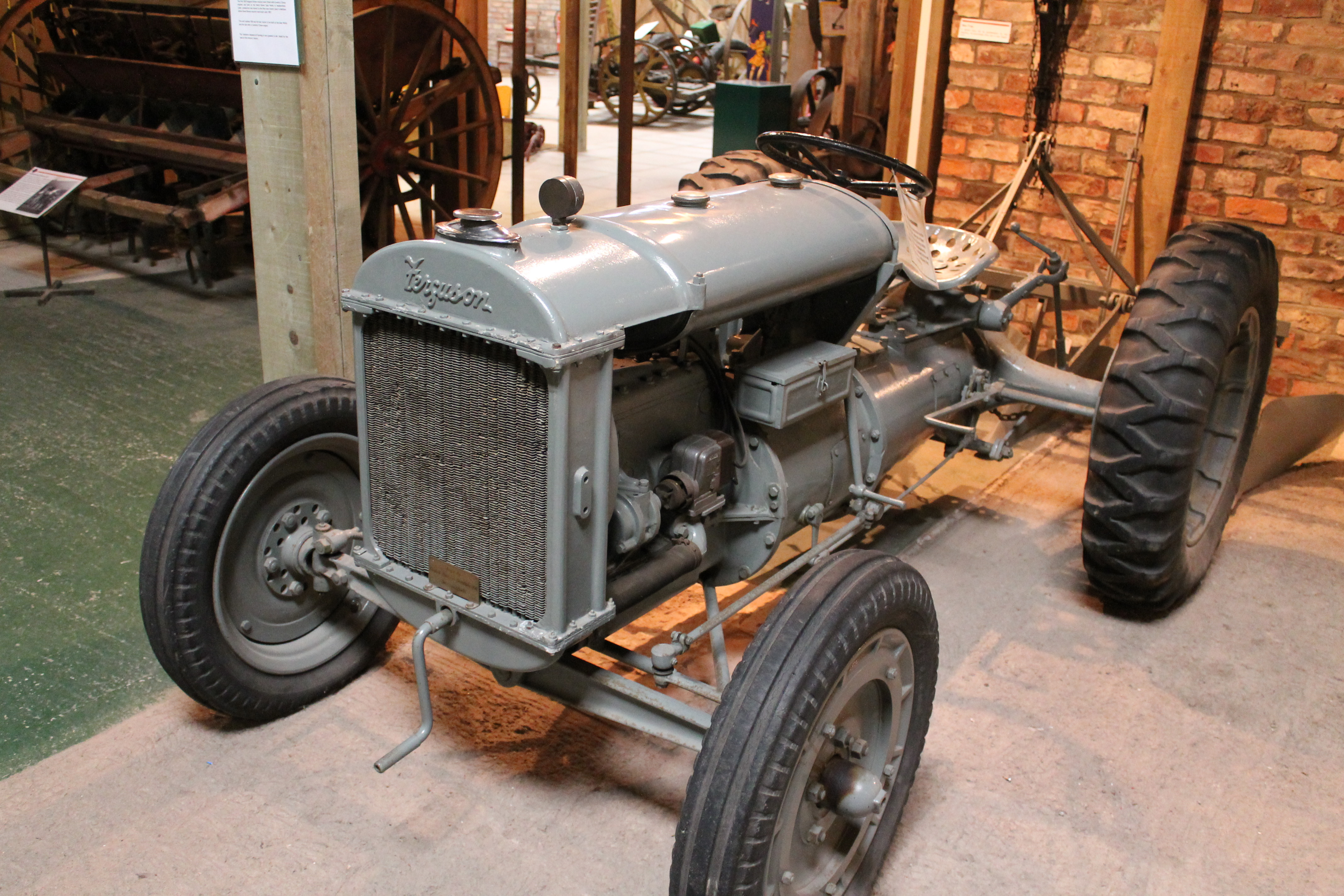
Tracteur de conception Ferguson Brown-Modèle A de 1936-1939. Exposé au Musée de l'Agriculture du Yorkshire, Murton Parc, York.

## Accord avec Ford
En 1938, Ferguson établit une entente avec Henry Ford afin de produire des tracteurs Ferguson System Ford-Ferguson munis de l'attelage à trois points Ferguson, en commençant par le tracteur Ford Ferguson 9N. Ce tracteur est reconnaissable par le bleu Ford, l'emblème à l'avant du capot et l'emblème Système Ferguson sur la calandre. Le système des trois points d'attelage est rapidement devenu le système d'attelage favori des agriculteurs. Ce modèle de tracteur comprenait également une prise de force arrière (PTO) sur l'arbre qui pouvait être utilisée pour entraîner les accessoires montés sur les trois points d'attelage, tels que la tondeuse à gazon. Cette prise de force devint la norme pour les futurs  développements des tracteurs.

## Accord avec Standard
En décembre 1945, la Standard Motor Company Limited annonça qu'un accord avait été fait pour la fabrication des tracteurs Ferguson. Standard avait nouvellement acquis l'usine située à Banner Lane à Coventry, qui sera utilisée pour le projet. Ces tracteurs sont destinés à l'hémisphère Orientale, les tracteurs Ferguson construits par Ford en Amérique pour l'hémisphère Occidental. La production doit démarrer en 1946. À la suite de la conversion des anciennes usines d'avions de la Seconde Guerre mondiale, des usines purent être achetées et vendues séparément par Ferguson.

## Séparation d'avec Ford
En 1946, la Ford Motor Company se sépara de Ferguson, à la suite de plusieurs désaccords et un long procès se poursuivit, impliquant l'usage continu des brevets Ferguson par Ford. Ford a modifié la conception hydraulique de ses tracteurs, pour éviter les brevets Ferguson hydrauliques, mais a continué à produire des machines équipées de l'attelage Ferguson. Le Ford 8N, équipé d'attelages Ferguson à trois points d'attache, est devenu le tracteur le plus vendu de tous les temps en Amérique du Nord.

## Ferguson TE20
Après la séparation d'avec Ford, Ferguson saisit l'occasion de produire un nouveau modèle avec la Standard Motor Company du royaume-uni, le TE20. Le nom du modèle vient de Tracteur, England, 20 chevaux, mais est affectueusement connu comme le Petit Fergie Gris. Il y eut plusieurs variantes du modèle TE20 ; les premiers tracteurs TE20 ont utilisé un moteur Continental Z120  importé. En 1948, le TEA20 a été introduit avec un moteur à essence Standard, suivi par l'introduction du TED20 qui utilisait du TVO (tractor vapourising oil, semblable à de la paraffine). Un modèle diesel a ensuite été introduit, le TEF20. Il y avait d'autres variantes, avec des empattements étroits pour travailler dans les vignes et les vergers, tels que les TEB20 et TEC20.
Plus de 500 000 Petits Gris Fergies ont été construits entre 1946 et 1956, et nombreux d'entre eux survivent aujourd'hui. Le modèle TE20 eut un tel succès que Ford le surnomma la "Menace Grise" alors que les ventes du tracteur se répandaient à travers le monde. Certains ont été utilisés pour une expédition au Pôle Sud en 1958, par Sir Edmund Hillary, un testament à la durabilité de la machine. Ford a finalement réglé la procédure judiciaire avec plusieurs millions de dollars, somme qui permit à Ferguson d'élargir sa fabrication.
Il y a un monument à Wentworth à la jonction des rivières Darling et Murray, à la commémoration de l'époque de 1956, lorsque les deux rivières débordèrent et qu'une flotte de Petits Gris Fergies fut utilisée pour construire des digues défensives pour épargner la ville.

## Ferguson Parc
Ferguson a construit une usine à Detroit où les TO20, TO30, et F40 ont été assemblés. Elle fut nommée Ferguson Parc, peut-être parce que les 8N étaient assemblés à Highland Park. Massey Ferguson a arrêté la production dans cette usine en 1984. Une partie de l'usine est actuellement en cours d'utilisation par un fabricant de pièces automobiles.

## Attelage trois points

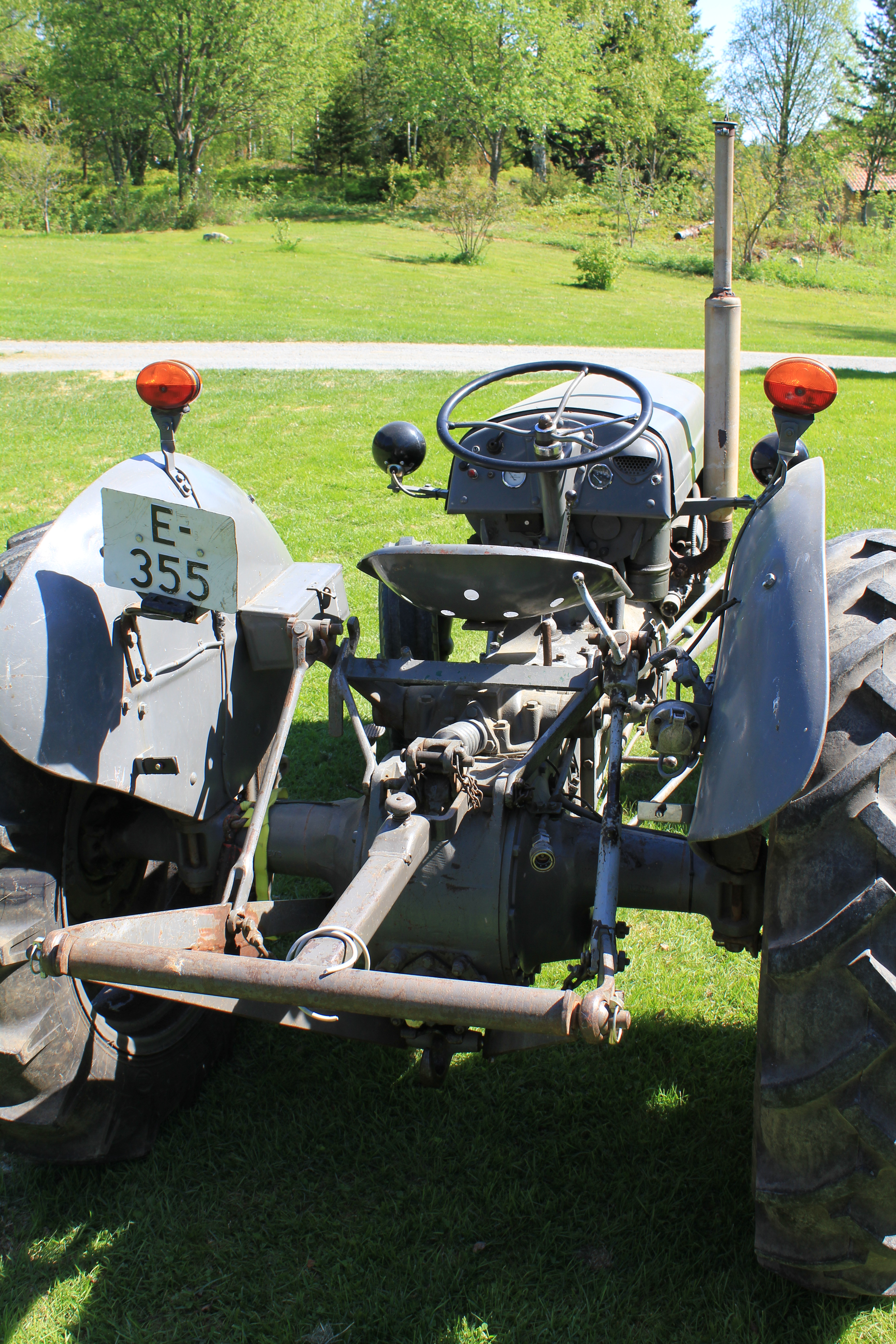
Attelage trois points.

La caractéristique principale du Système Ferguson est l'attelage trois points. Il permet aux systèmes tractés d'être pris en charge par un système hydraulique. Deux liens souples attachés sous l'essieu arrière avec un lien de compression unique connecté en haut à l'arrière de la transmission règlent automatiquement la hauteur de la suspension hydraulique. Cela permet d'employer des équipements plus légers sans roues ni commandes manuelles séparées. En aidant le tracteur à maintenir la traction à partir de forces de glissement et de rotation combinées sur l'essieu, on force les roues arrière au sol, les roues avant gardant un meilleur contact avec le sol. Par conséquent, "le levage et le décollage" de tracteurs surchargés sont réduits, rendant les tracteurs beaucoup plus sûrs pour l'opérateur.

Designs Ferguson mis en œuvre
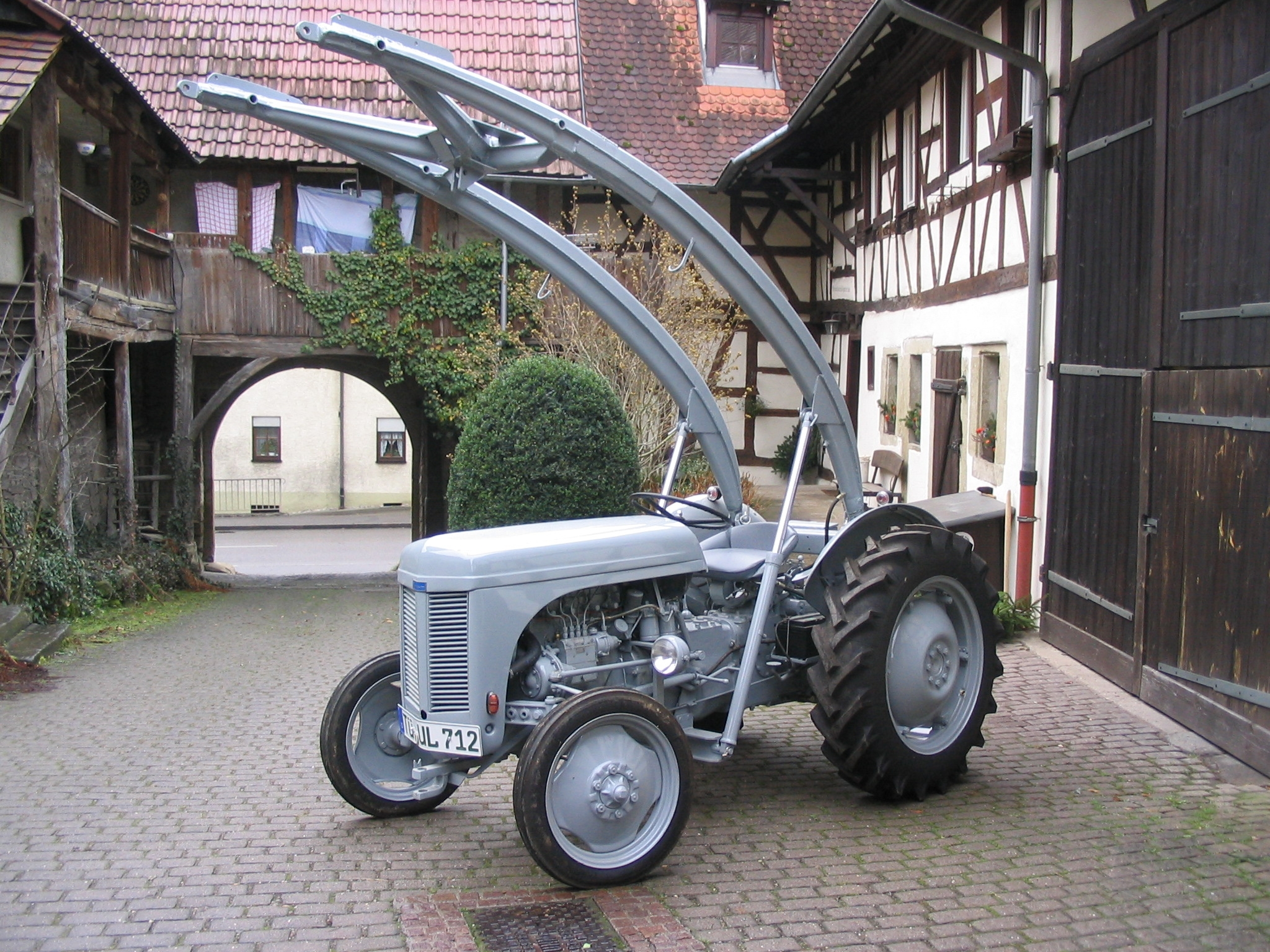
Ferguson TEA 20 avec chargeur Ferguson. Sa forme particulière lui a valu en Angleterre son surnom :  "Banana loader" (Chargeur banane).
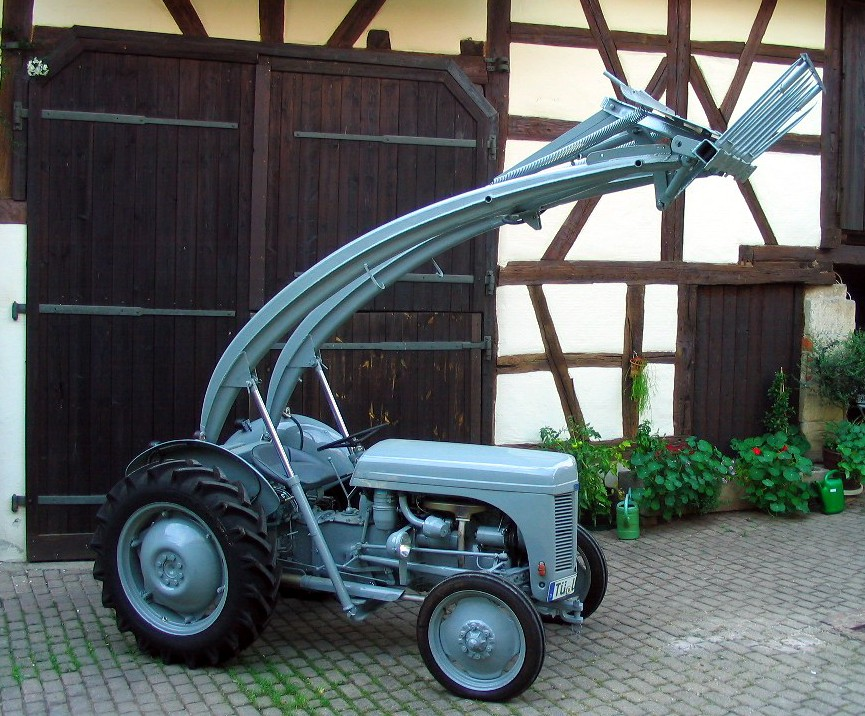
Ferguson TEA 20 avec chargeur Ferguson. Sa forme particulière lui a valu en Angleterre son surnom :  "Banana loader" (Chargeur banane).
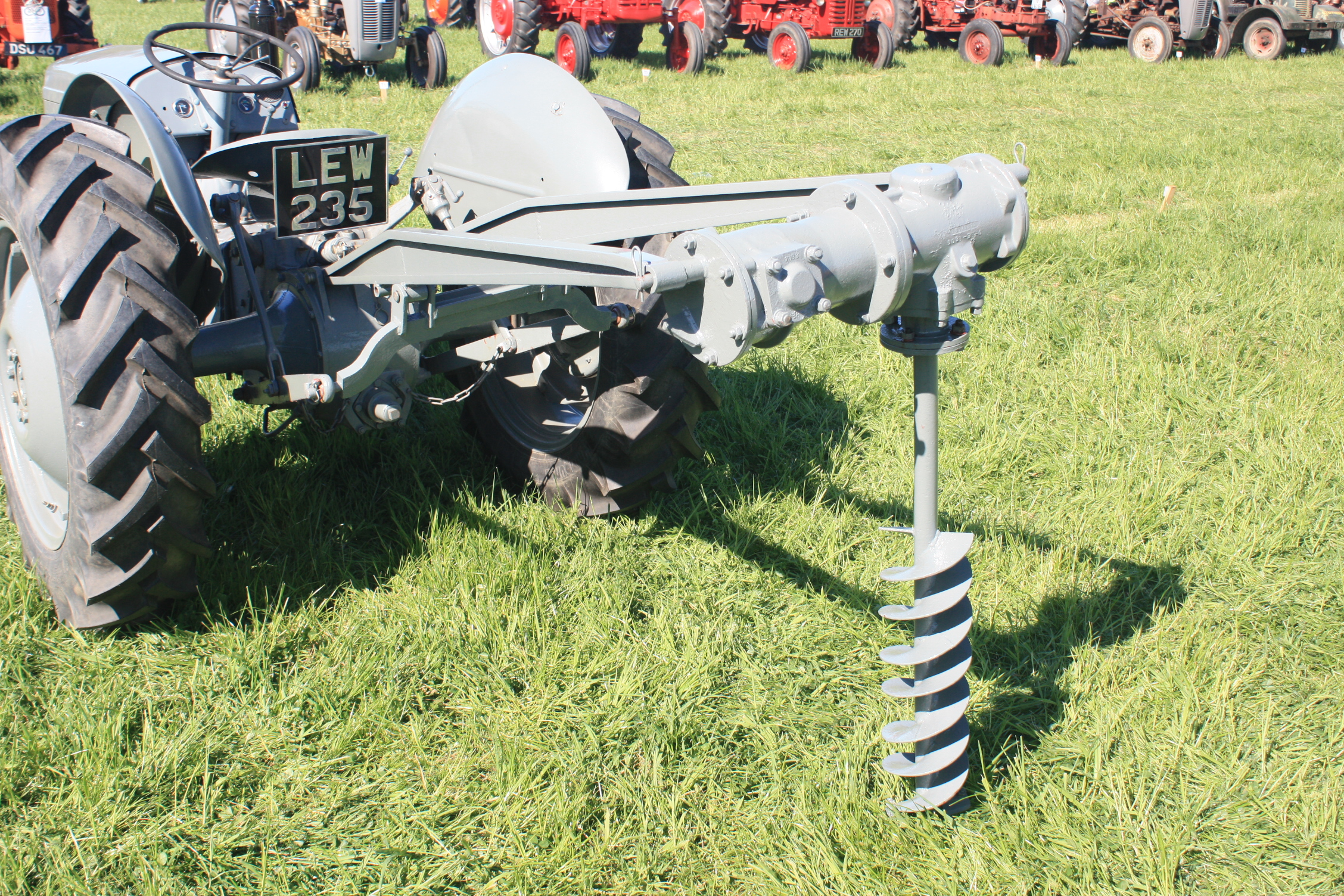
Foreur de trous à poteaux.

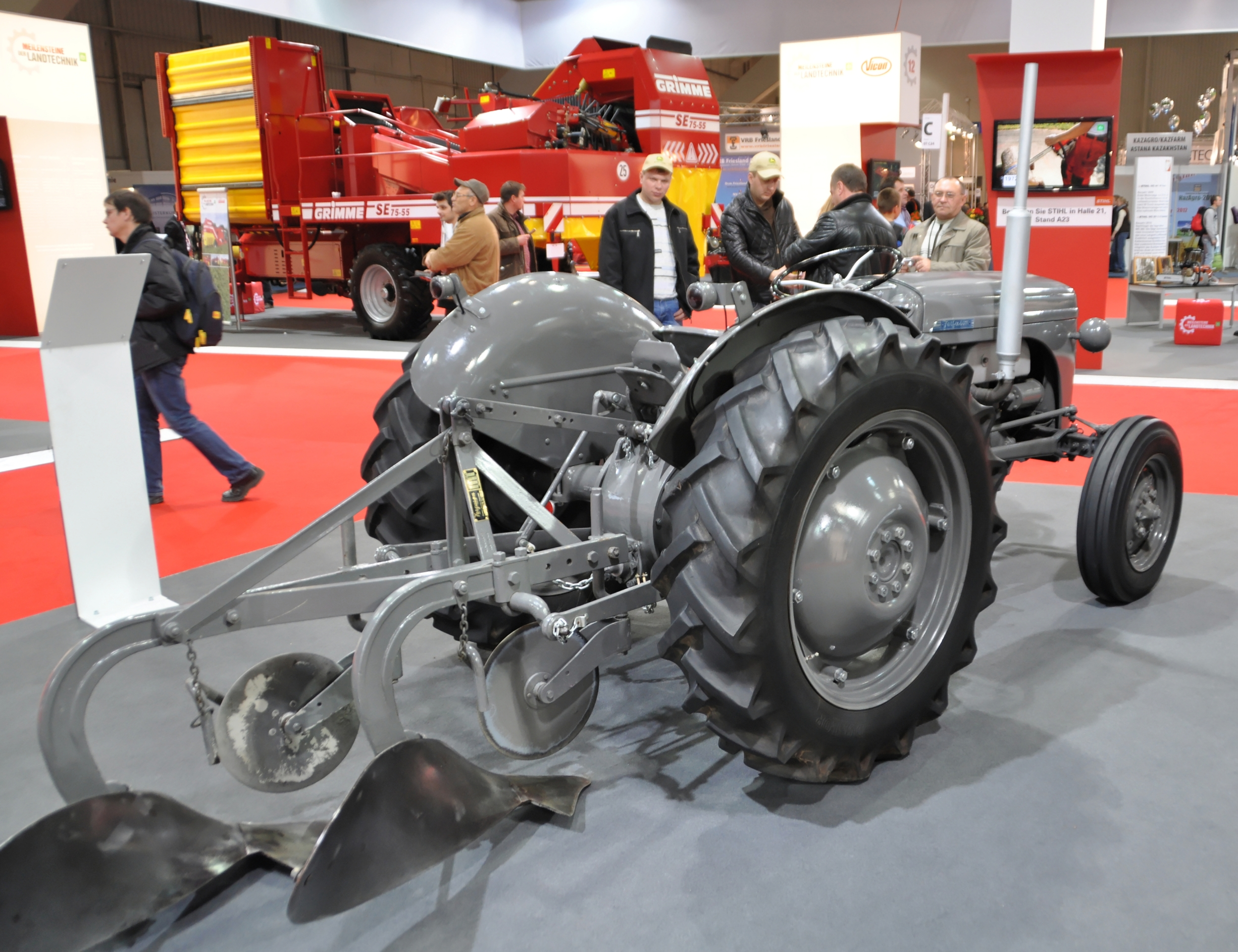
Charrue.
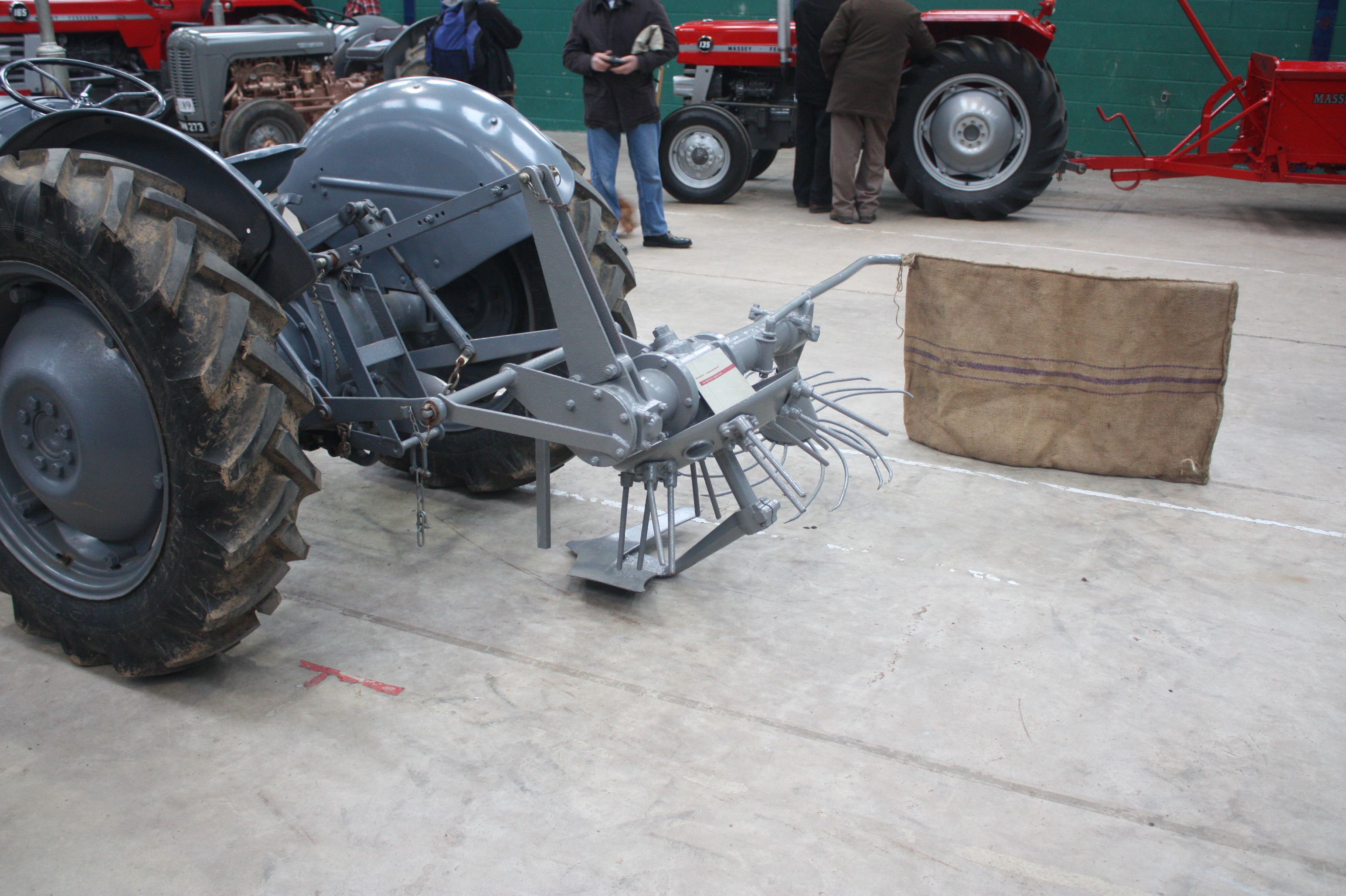
Extracteur de pommes de terre.
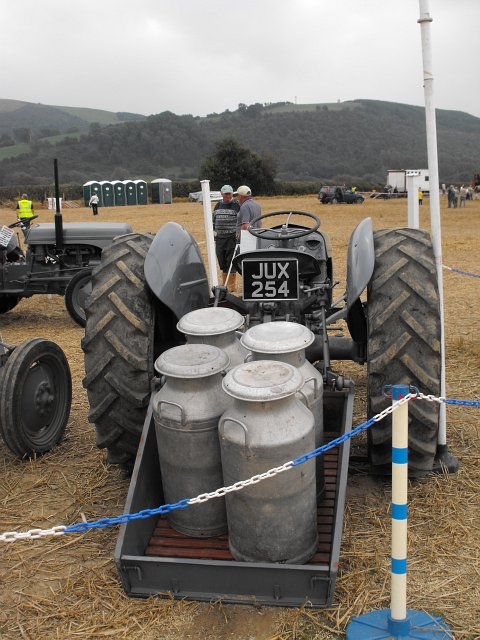
Levage de la remorque.

## Autres innovations
Les tracteurs Ferguson ont été les premiers équipés d'un frein sur une seule roue, qui permettait au conducteur de tourner presque à angle droit par le freinage de la roue interne. Le modèle TE20 a été l'un des premiers tracteurs à avoir une boîte de vitesses quatre rapports intégrée au différentiel, et un système hydraulique.

## Fusion avec Massey-Harris

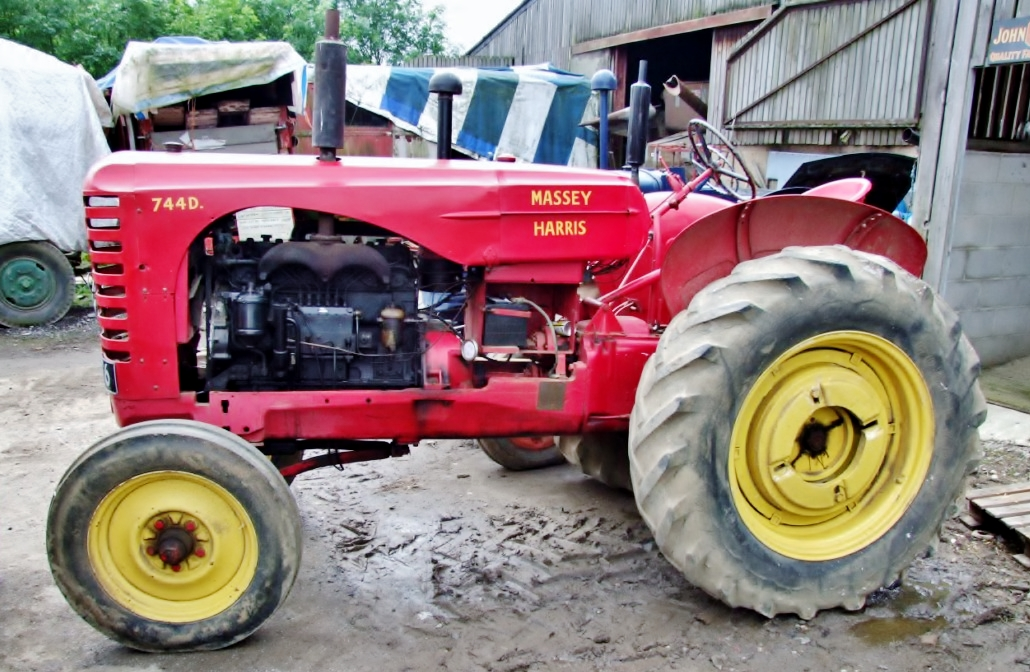
Tracteur Massey Harris 744D.

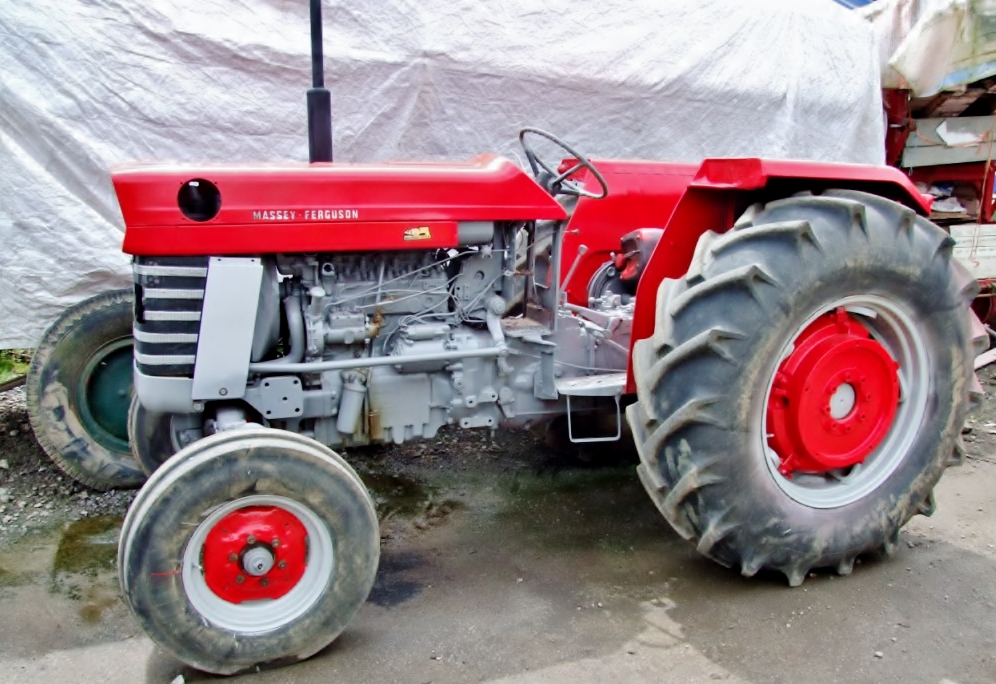
Tracteur Massey Ferguson.

En 1953, Ferguson et Massey-Harris fusionnent et la société Massey-Harris-Ferguson (plus tard raccourcie en Massey Ferguson) devient le fabricant de tracteurs et autres dessins. Entre-temps, de nombreux fabricants avaient développé leurs propres attelages trois-points qui devint standardisé dans le monde entier.